# DFSK
Dongfeng Sokon (en chino simplificado, 东风小康; pinyin, Dongfeng Xiaokang) conocido internacionalmente bajo la marca comercial DFSK, es una empresa conjunta entre Dongfeng y Chongqing Sokon Industry Group Co Ltd., formada el 27 de junio de 2003.
DFSK produce furgonetas, camiones comerciales de lecho plano y vehículos de pasajeros bajo la marca Dongfeng Fengguang. La fabricación para DFSK se lleva a cabo en un total de cuatro instalaciones diferentes, dos de las cuales están ubicadas en Hubei Shiyan y dos en Chongqing. La marca está asociada con el logotipo de Dongfeng en mercados como Perú, Suiza y el Reino Unido donde la subsidiaria Dongfeng Sokon usa el nombre como marca comercial junto con el logotipo rojo de dos gorriones. DFSK comenzó a ensamblar y comercializar productos en Indonesia en 2015. Los planes en el momento del lanzamiento incluían una producción esperada de 50.000 unidades/año. En julio de 2018, DFSK lanzó una línea de SUV en Indonesia con un objetivo de ventas combinado de 5.000 unidades.

## Historia
A principios de 2000, Chongqing Yu'an Innovation Technology (Group), un fabricante de motocicletas y componentes automotrices, y Dongfeng Motor evaluaron la posibilidad de fabricando microvans destinadas a pequeñas empresas chinas. Dongfeng tenía experiencia en la producción de automóviles para PSA, pero aún no había producido vehículos en el segmento comercial ligero y aprobó el proyecto.
En 2003 se formó la empresa conjunta Dongfeng Yu'an Automobile, con sede en Chongqing y se comenzó a trabajar en la construcción de una nueva fábrica. Yu'an Group proporcionó el diseño de las microvans y adquirió la licencia para la producción de chasis, motores de combustión interna y componentes para microvans de Suzuki. Dongfeng fue responsable de la ingeniería y pruebas de los vehículos. En 2005, presentaron su primera furgoneta pequeña, llamada Serie C. Se ofrecía en múltiples configuraciones (paneladas, minibús de pasajeros y pick-up) con motores Suzuki y tracción trasera. En su debut, el Grupo Yu'an cambió su nombre a Chongquin Sokon Industry Group (abreviado como Sokon en inglés o Xiaokang en chino) y, en consecuencia, la empresa conjunta se convirtió en Dongfeng Sokon. Automóvil (abreviado como DFSK).
En el mercado chino los vehículos se venden como Dongfeng Sokon mientras que en los mercados de exportación se utiliza el nombre DFSK. En ambos casos, la marca en la parrilla es “Dual Wings” de Dongfeng.
Posteriormente, DFSK presenta muchos otros modelos de minivans y comienza a exportarlos también en Europa; en Reino Unido serán distribuidos por la filial Sokon Automobile, mientras que en Italia por Giotti Victoria.
En septiembre de 2003, se estableció Chongqing Ruichi Automobiles (瑞驰新能源公司), una subsidiaria totalmente financiada del Chongqing Sokon Group. Como empresa de fabricación, venta y servicios para vehículos comerciales puramente eléctricos, Ruichi es una de las primeras empresas en China con calificaciones para la producción de vehículos comerciales puramente eléctricos. Chongqing Ruichi Automobiles es ahora una subsidiaria totalmente financiada de Seres y sus productos se rebautizan como versiones electrificadas de las microvans y camiones de DFSK.
En 2013, DFSK decidió ingresar al lucrativo mercado de los SUV iniciando el diseño de un vehículo mediano de siete plazas utilizando tecnologías Dongfeng; este vehículo fue diseñado para que pudiera tener un precio agresivo clasificándose como un auto familiar de bajo costo y debía venderse tanto en China como en el extranjero. El proyecto debutó en 2016 llamado Dongfeng Fengguang 580, un SUV de cinco y siete plazas con tracción delantera o cuatro ruedas y motores Mitsubishi. La marca Fengguang (traducida como Fengon en inglés) se utiliza para distinguirlos de la producción de minivans llamada Sokon. En los mercados extranjeros, este vehículo pasará a llamarse DFSK Glory (más fácil de pronunciar) utilizando el emblema Dongfeng Dual Wings en la parrilla, el interior y la parte trasera.[cita requerida]
En los mismos años se inició la producción de la gama minivan en Indonesia y Tailandia y se exporta también a Sudamérica y Europa del Este.
DFSK comenzó a ensamblar y comercializar productos en Indonesia en 2015. Plans at the time of launch included an expected production of 50,000 units/year.
En 2017, la empresa conjunta de DFSK y Regal Automobile comenzó el montaje en Pakistán. Planta en Lahore que produce variantes de SUV Glory 580, camioneta C-37, Humsafar MPV , camioneta K01, etc.
Las ventas totales en 2017 alcanzaron los 402.000 vehículos y en noviembre de 2018 Chongqing Sokon Group intentó adquirir el 50% restante de la empresa conjunta DFSK de Dongfeng por 621 millones de euros, convirtiéndose en propietario del 100%. El trato fue abandonado en julio de 2019.
En septiembre de 2019, Sokon adquirió el 50% restante de la empresa conjunta DFSK de Dongfeng Motor Group (DFG), convirtiéndose en propietario del 100%. Seres continuó produciendo vehículos con el logotipo de Dongfeng y bajo la marca DFSK, mientras que eliminó gradualmente el logotipo de Dongfeng en la marca Fengguang después de que pasó a llamarse marca Fengon.
En abril de 2020, Chongqing Sokon Industrial Group compró el 50% del capital de DFSK a Dongfeng Motor Group, convirtiendo a DFSK en una subsidiaria de propiedad absoluta de Sokon Group. A partir de 2021, DFSK tiene un total de 4 bases de producción en China, dos de las cuales están ubicadas en Shiyan, Hubei y dos en Chongqing.
En octubre de 2023, Dongfeng Sokon Automobile pasó a llamarse Seres Automobile (Hubei).

## Productos

### Fengon
Fengon (o DFSK Glory para los mercados extranjeros) anteriormente conocido como Dongfeng Fengguang (东风风光), es la submarca de Seres que produce vehículos de pasajeros. Establecida en 2008, la marca Fengon apunta a monovolúmenes y SUV compactos asequibles. Solía ser una marca conjunta con Dengfeng Group pero fue adquirida en su totalidad por Seres Group en 2022. La marca Fengon comenzó a reemplazar el antiguo logotipo de Dongfeng y lo reemplazó con su propio logotipo de Fengon en los modelos posteriores a la adquisición. 

#### Modelo actual
Fuente:
Auto
- Fengon Mini EV (2022-presente), coche urbano

'SUV
- Fengon ix5 (2019-presente), SUV compacto
- Fengon 580 (2016-presente), SUV de tamaño mediano
- Fengon 500 (2019-presente), SUV subcompacto
- Fengon S560 (2017-presente), SUV compacto

MPV/Minivan

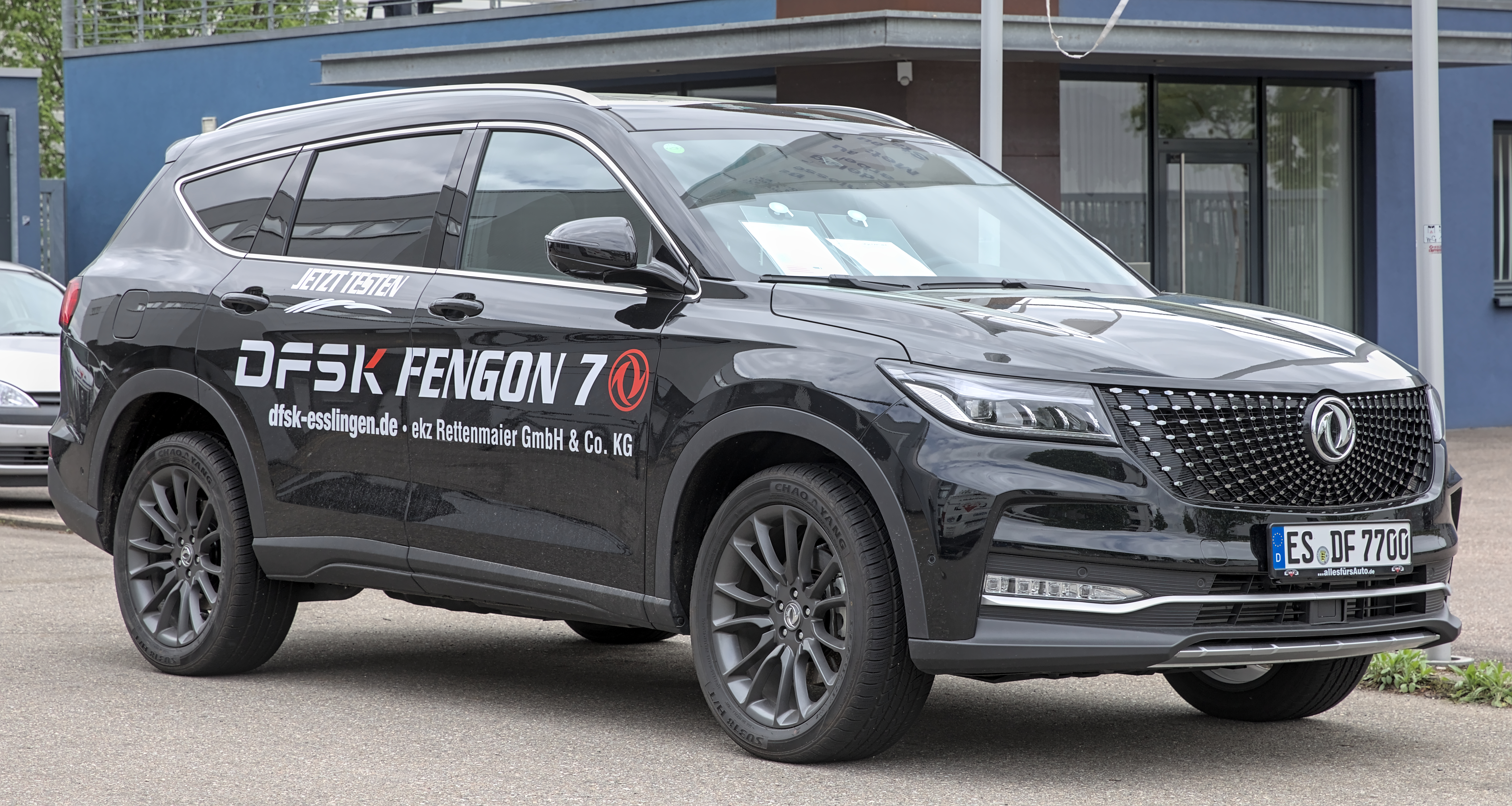
Fengon 380/E380 (2022-presente), monovolumen compacto
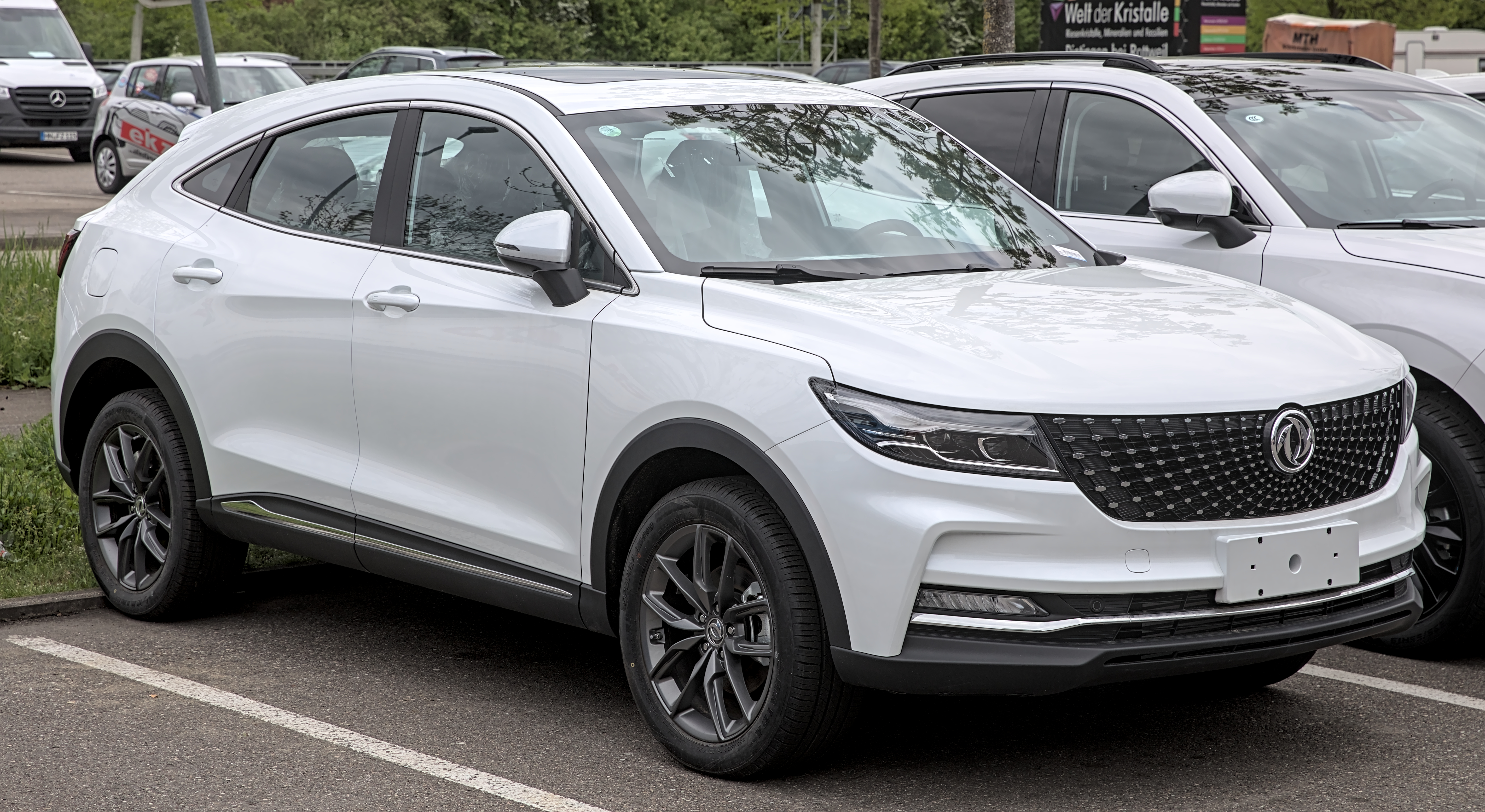
Fengon 330S (2019-presente), monovolumen compacto
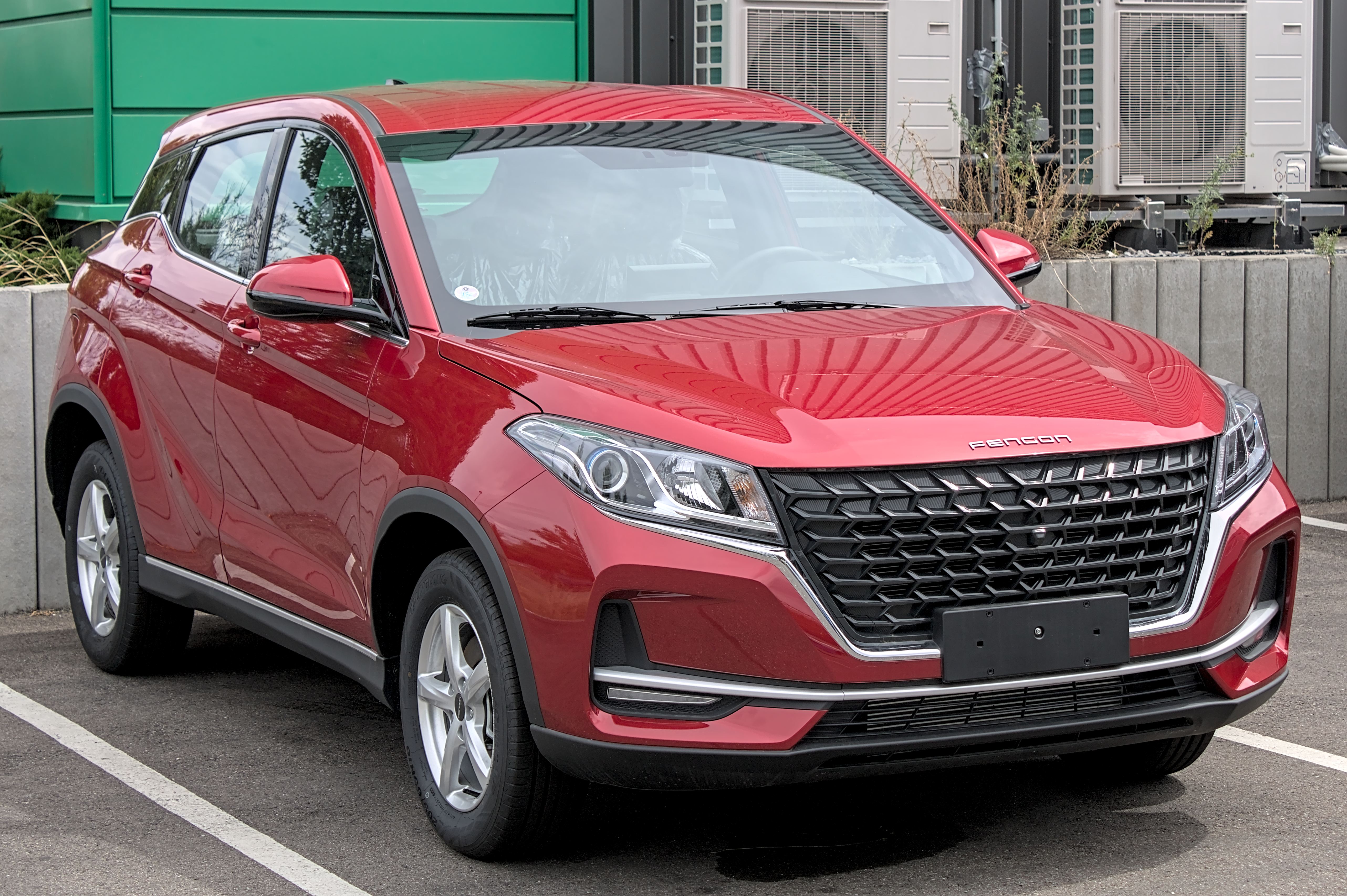
Fengon 330 (2014-presente), monovolumen compacto  - Fengon ix7
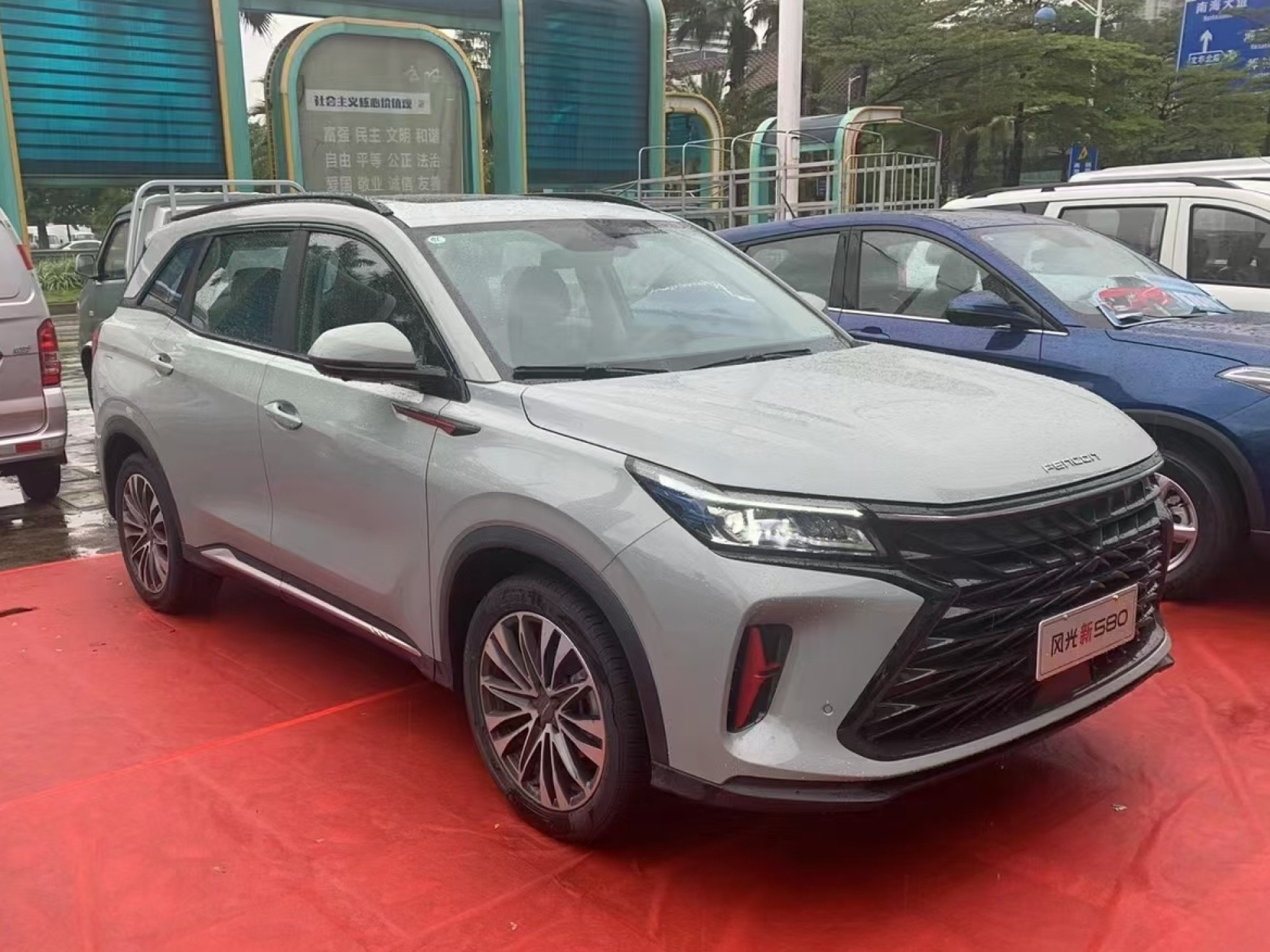
Fengon 580
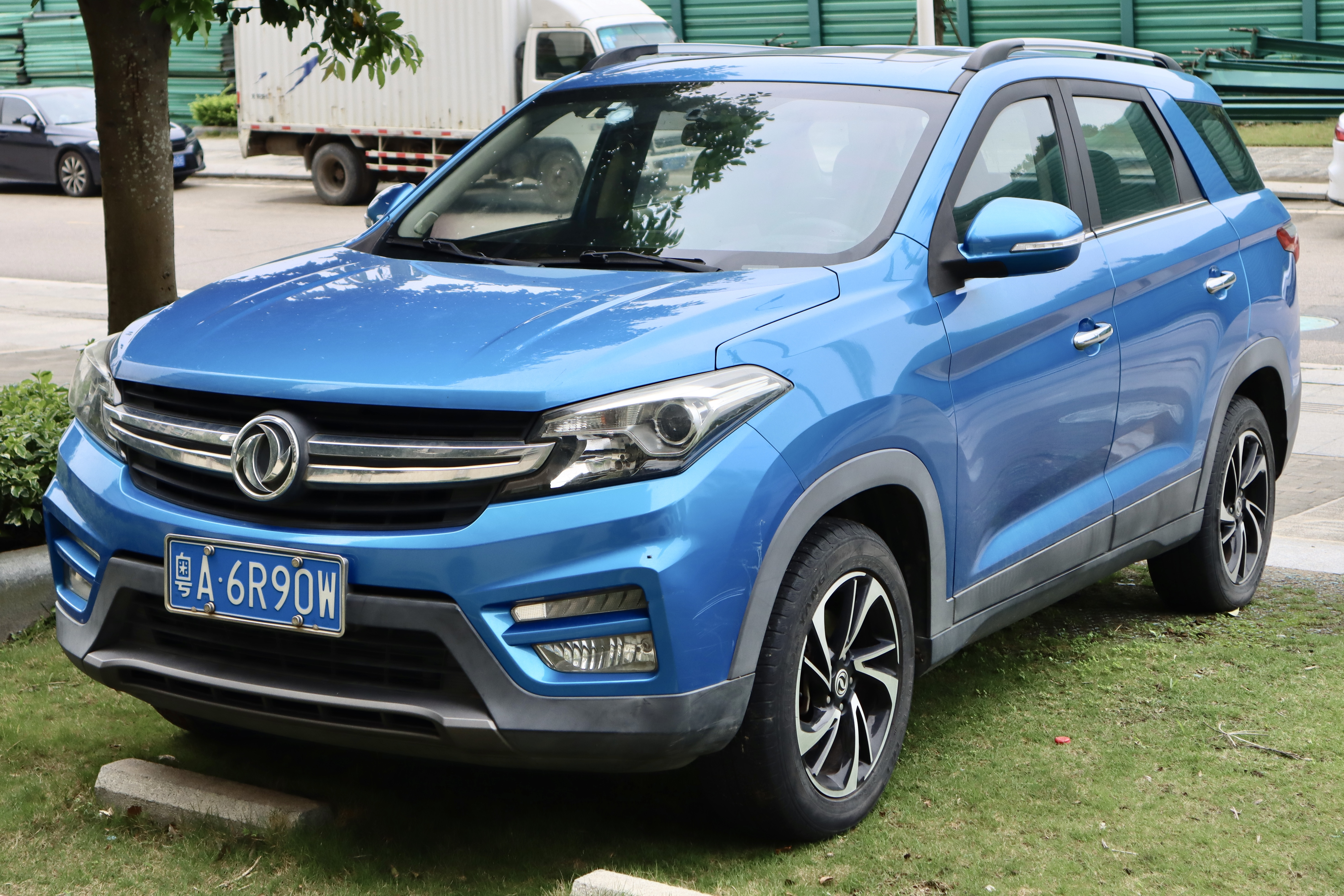
Fengon S560
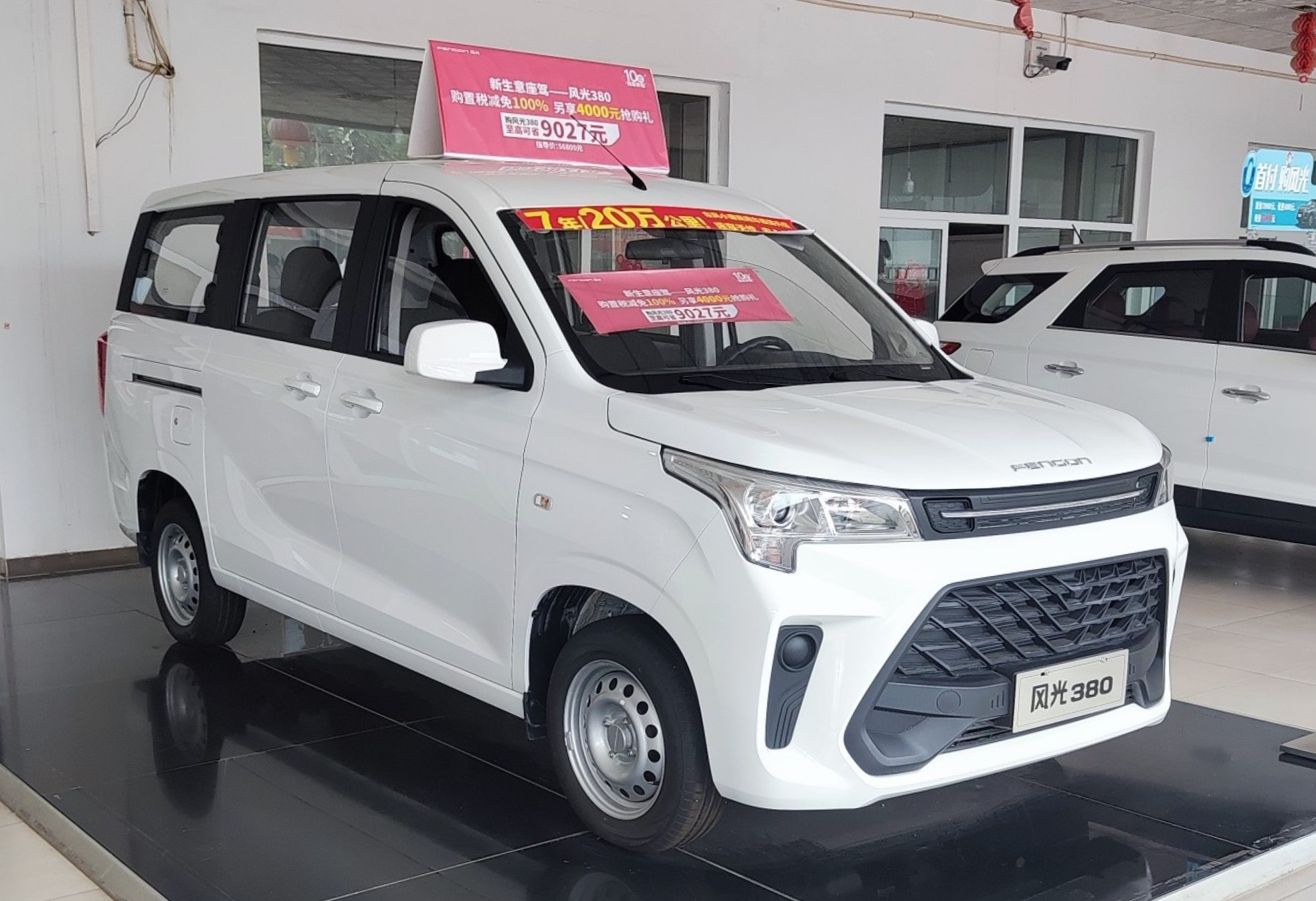
Fengon 380
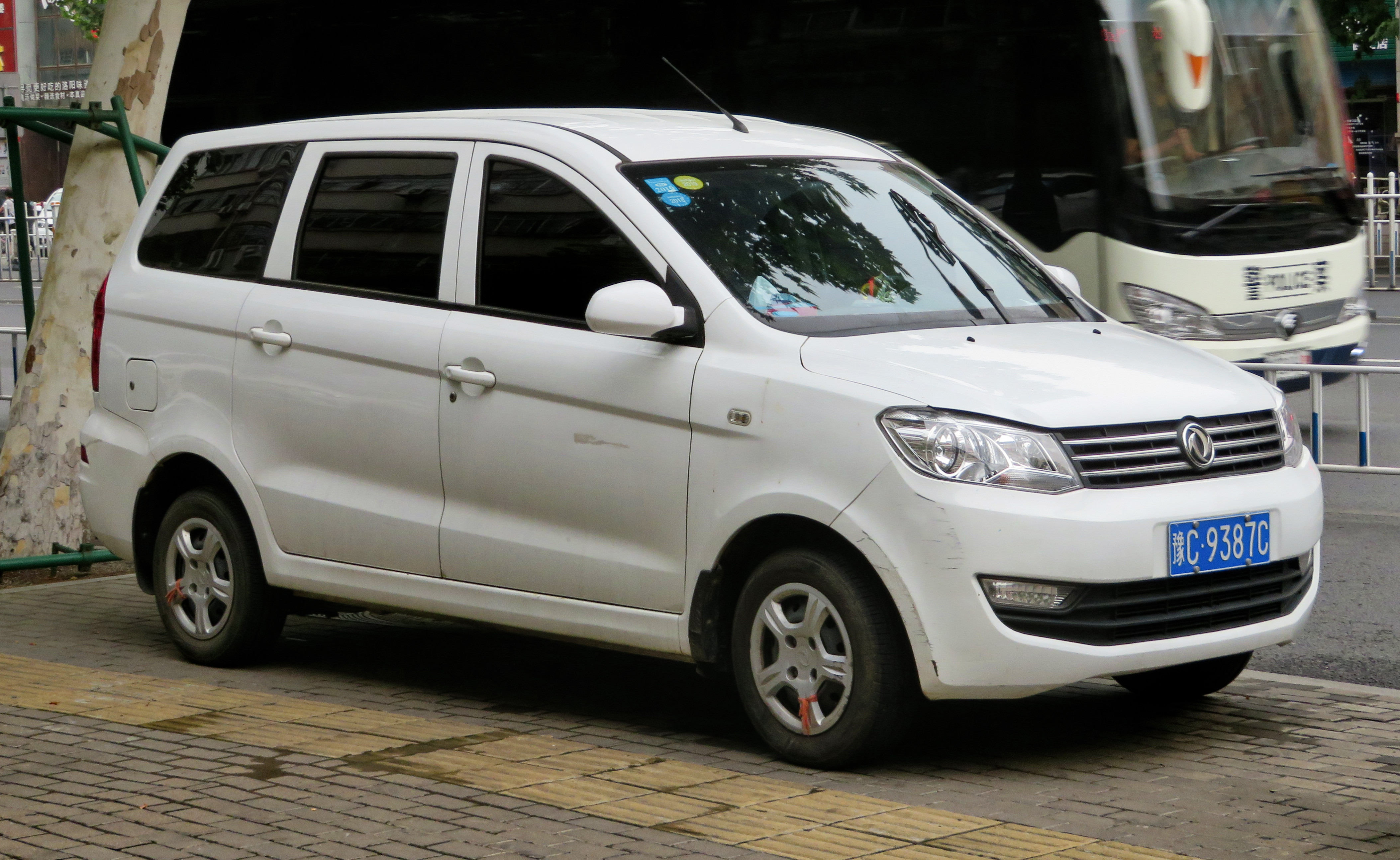
Fengon 330
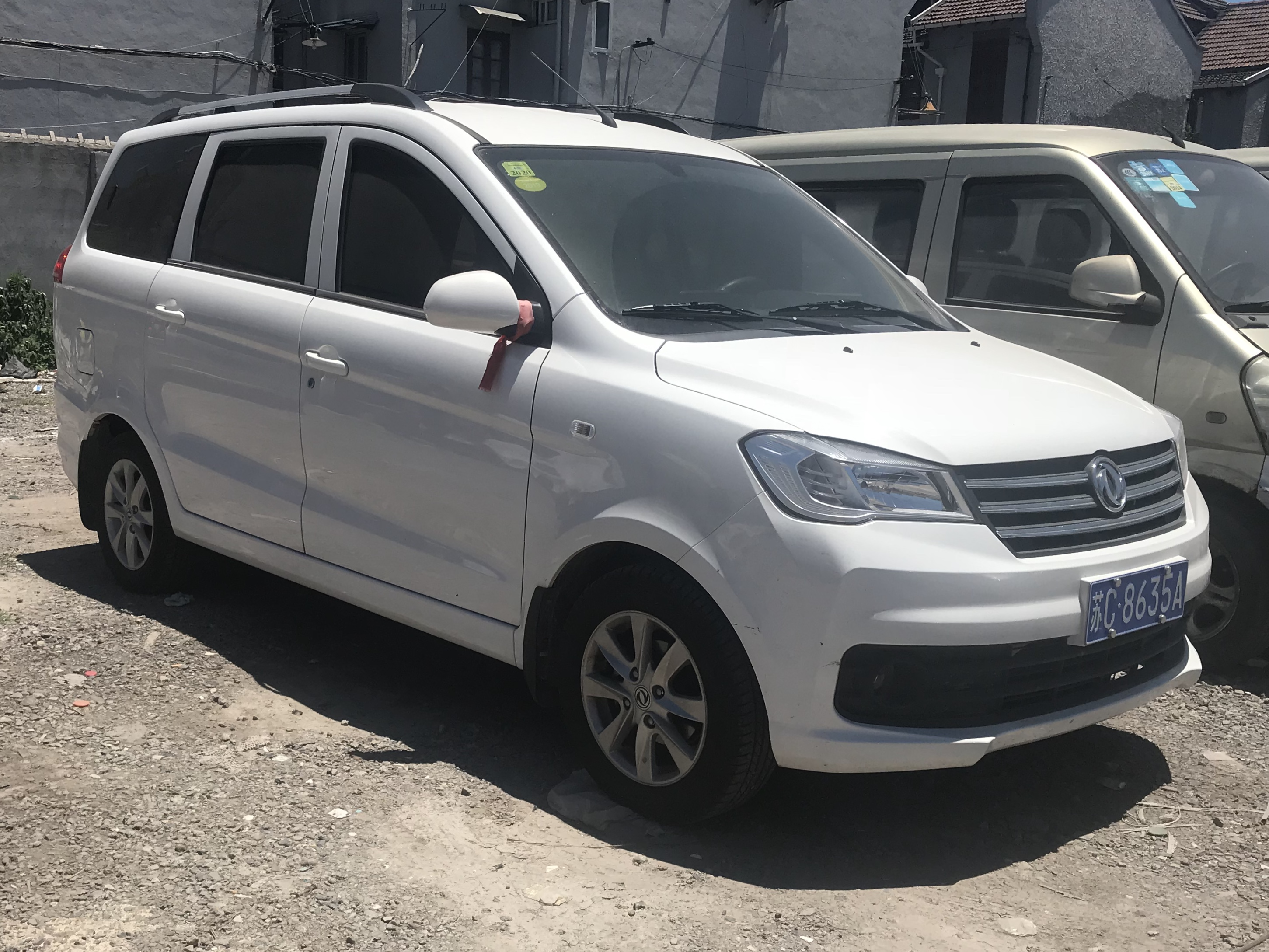
Fengon 330S
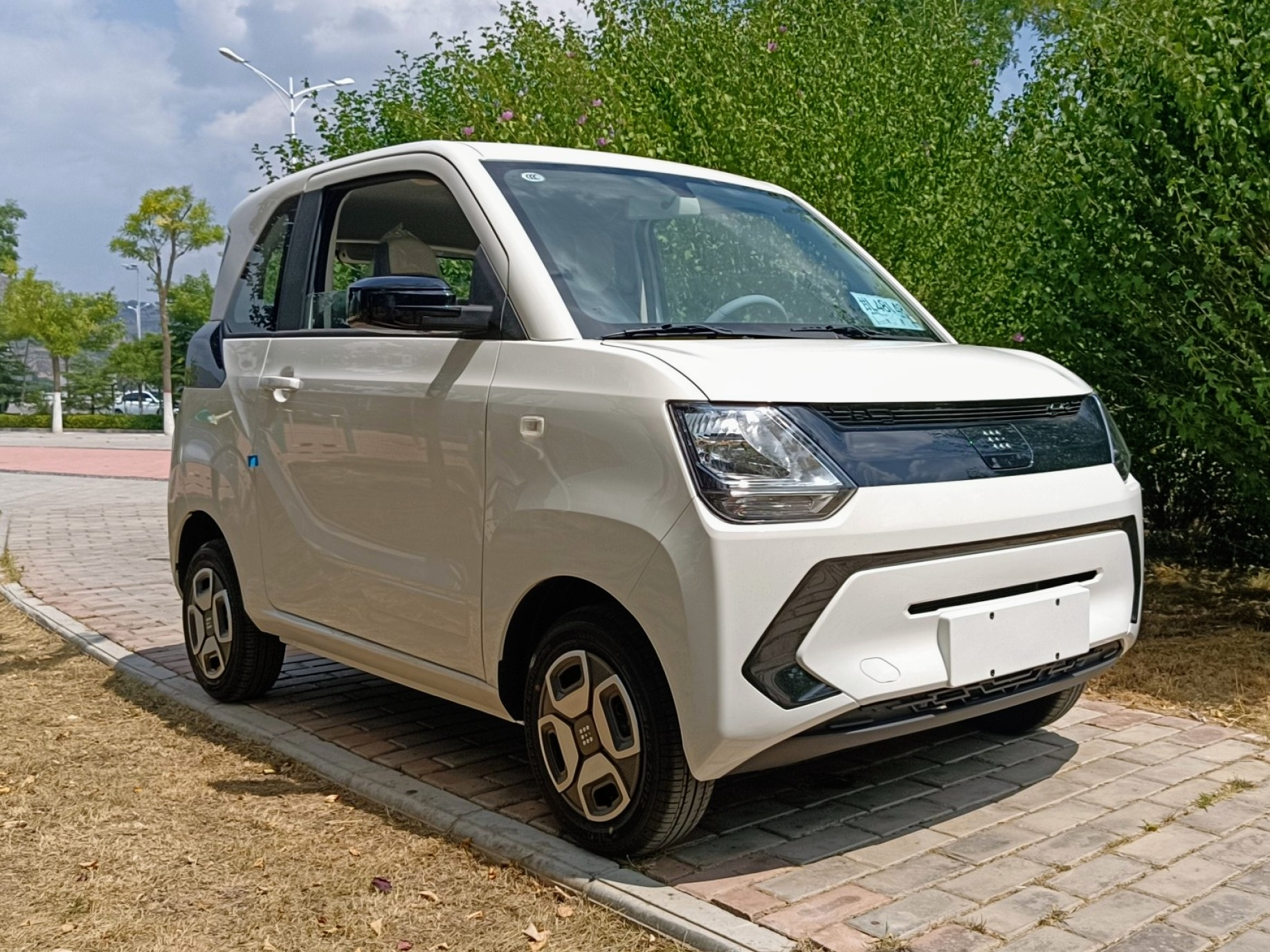
Fengon Mini EV
  - Fengon ix5
  - Fengon 500
  - Fengon 580
  - Fengon S560
  - Fengon 380
  - Fengon 330
  - Fengon 330S
  - Fengon Mini EV

#### Modelo descontinuado
SUV
- Fengon E1 (2020-2023), coche urbano, rebautizado como Dongfeng Nano EX1

- Fengon E3 (2019-2022), SUV subcompacto, variante EREV del Fengon 500
- Fengon ix7 (2020-2023), SUV mediano

MPV/Minivan
- Fengon 370 (2016-2020), monovolumen compacto
- Fengon 360 (2015-2017), monovolumen compacto
- Fengon 350 (2016-2020), monovolumen compacto

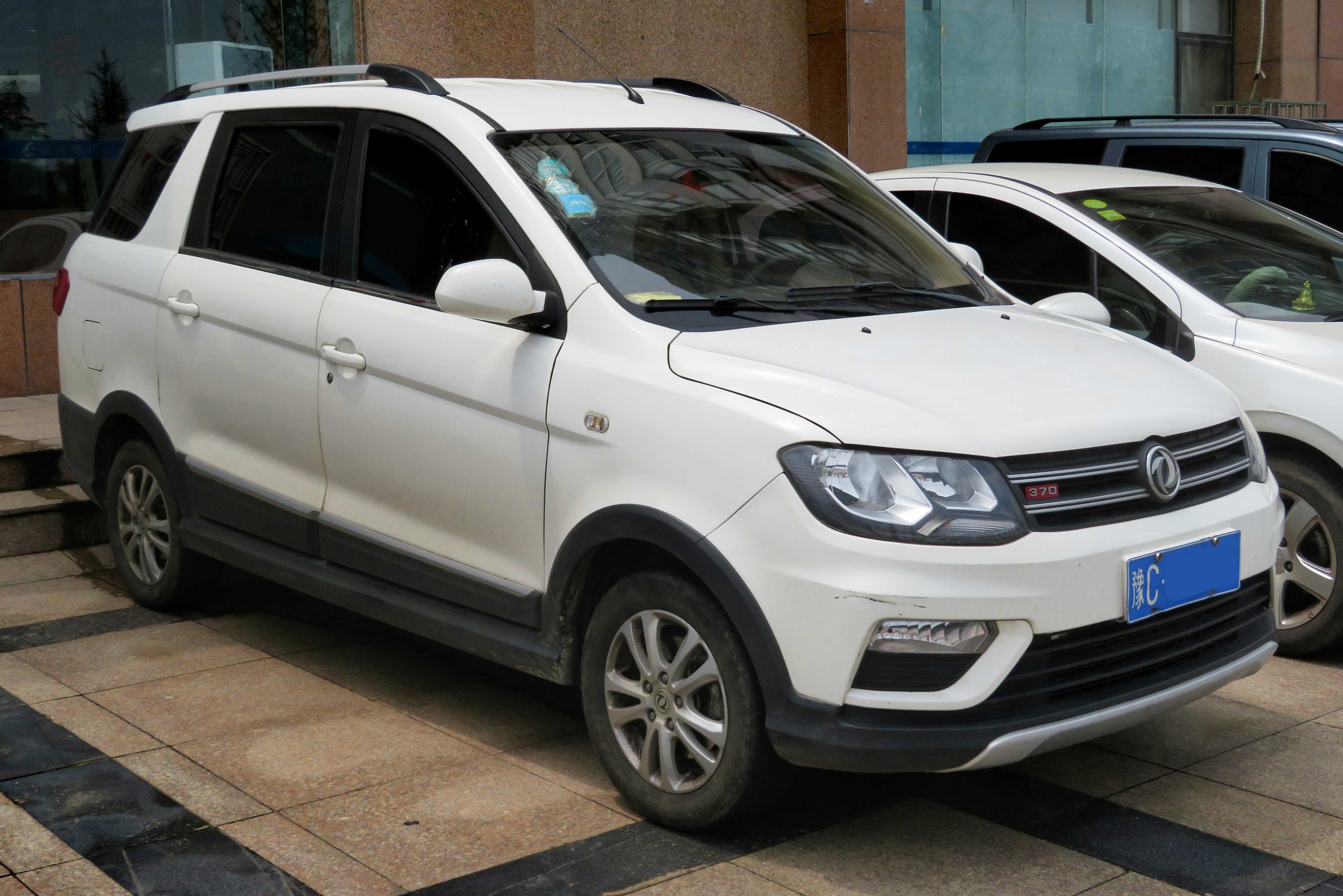
Fengon 370
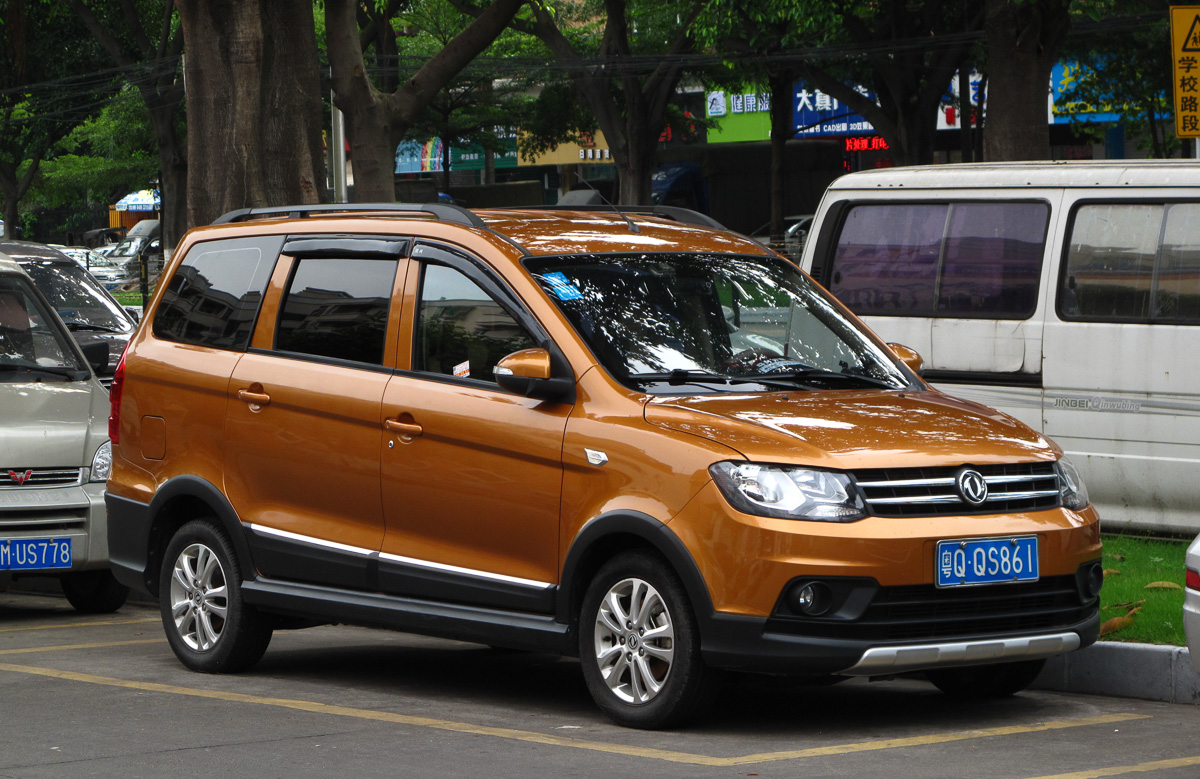
Fengon 360
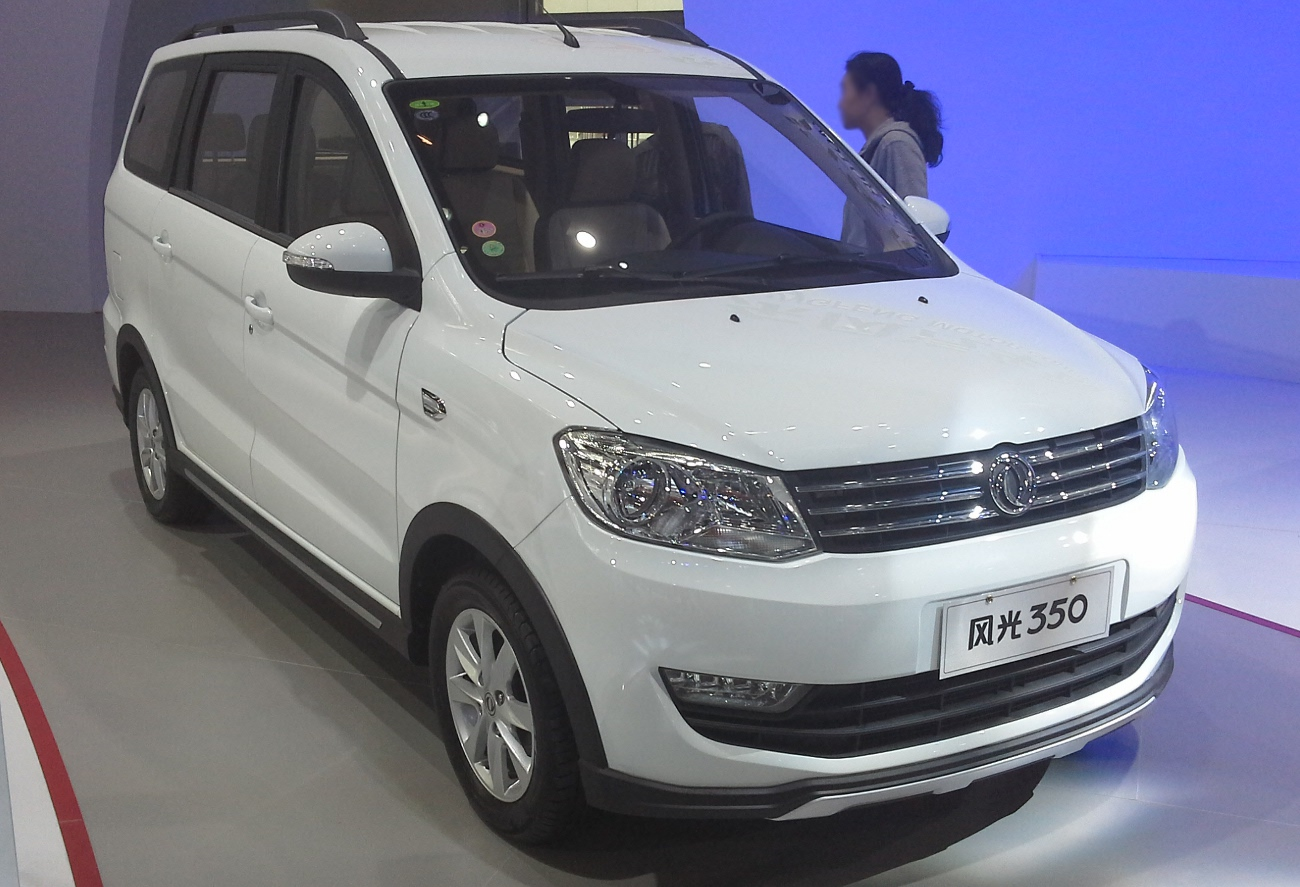
Fengon 350
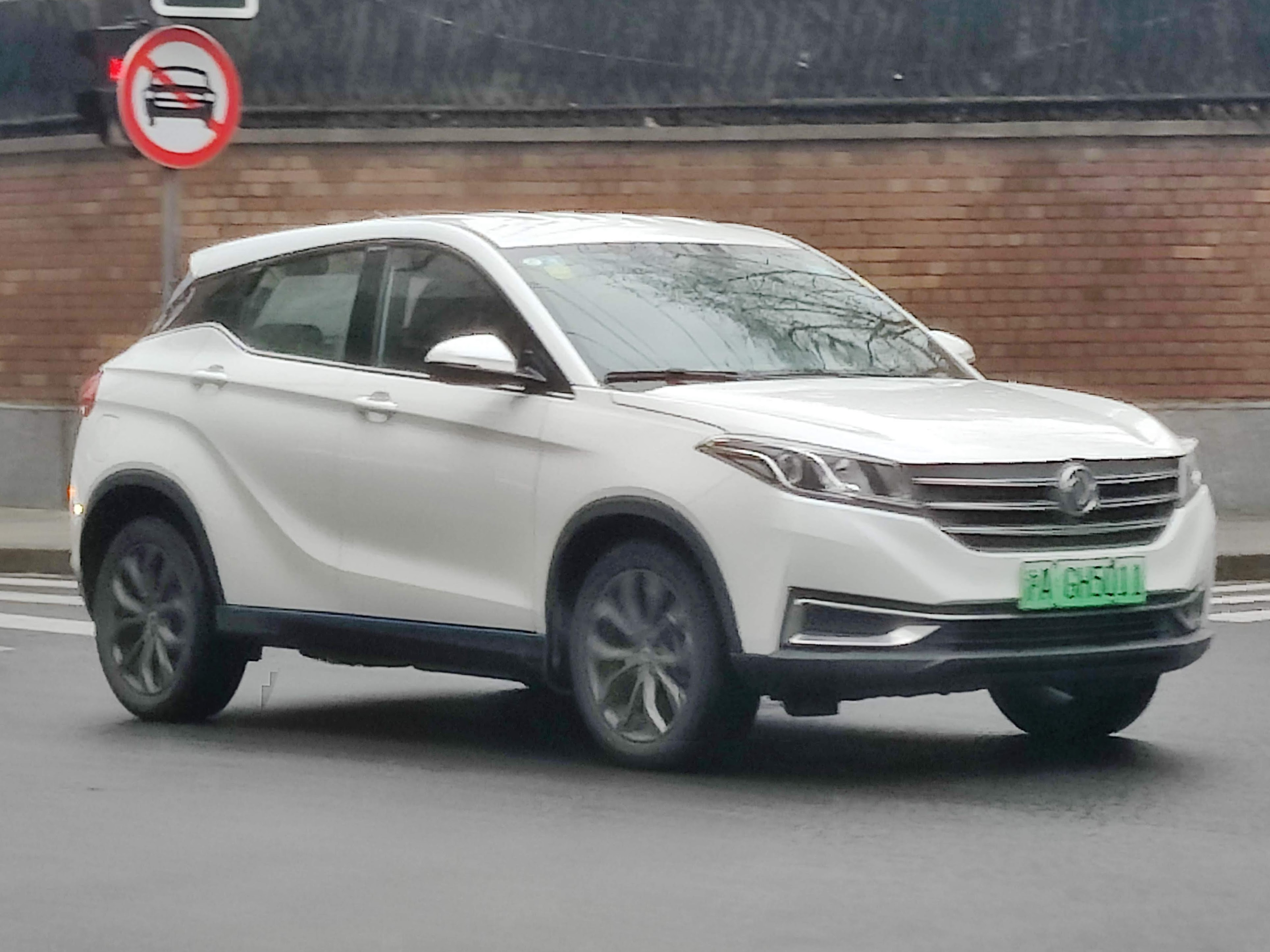
Fengon E3

### DFSK/Dongfeng Xiaokang (东风小康)
El DFSK es una marca de Seres que produce vehículos comerciales ligeros. Los productos disponibles actualmente incluyen:
- C-Series
  - Sokon C37/C36
  - Sokon C31/C32
- K-Series
  - Sokon K05
  - Sokon K07
  - Sokon K09
  - Sokon K05S
  - Sokon K07S
  - Sokon K01/K02
- V-Series
  - Sokon V07S- microvan
  - Sokon V21- camioneta de cabina simple
  - Sokon V22- recogida en cabina doble
  - Sokon V25- microvan
  - Sokon V26- microvan
  - Sokon V27- microvan
  - Sokon V29- microvan/ pickup
- Ruichi (瑞驰) EV
  - EC35- furgoneta mediana
  - EC31- camión de caja pequeña
  - ED75- furgoneta de tamaño mediano basada en una copia de ingeniería inversa de la carrocería del Toyota HiAce

|           |
| Sokon C37 |

|            |
| Sokon K07S |

|               |
| Sokon K07/K17 |

|               |
| Sokon New K07 |

|           |
| Sokon V29 |

|            |
| Sokon V07S |

|                 |
| Sokon V27 Cargo |

|                    |
| Sokon V22 Crew Cab |

|           |
| Sokon V21 |

|                  |
| Sokon V21 (2013) |